# Боґан (річка)

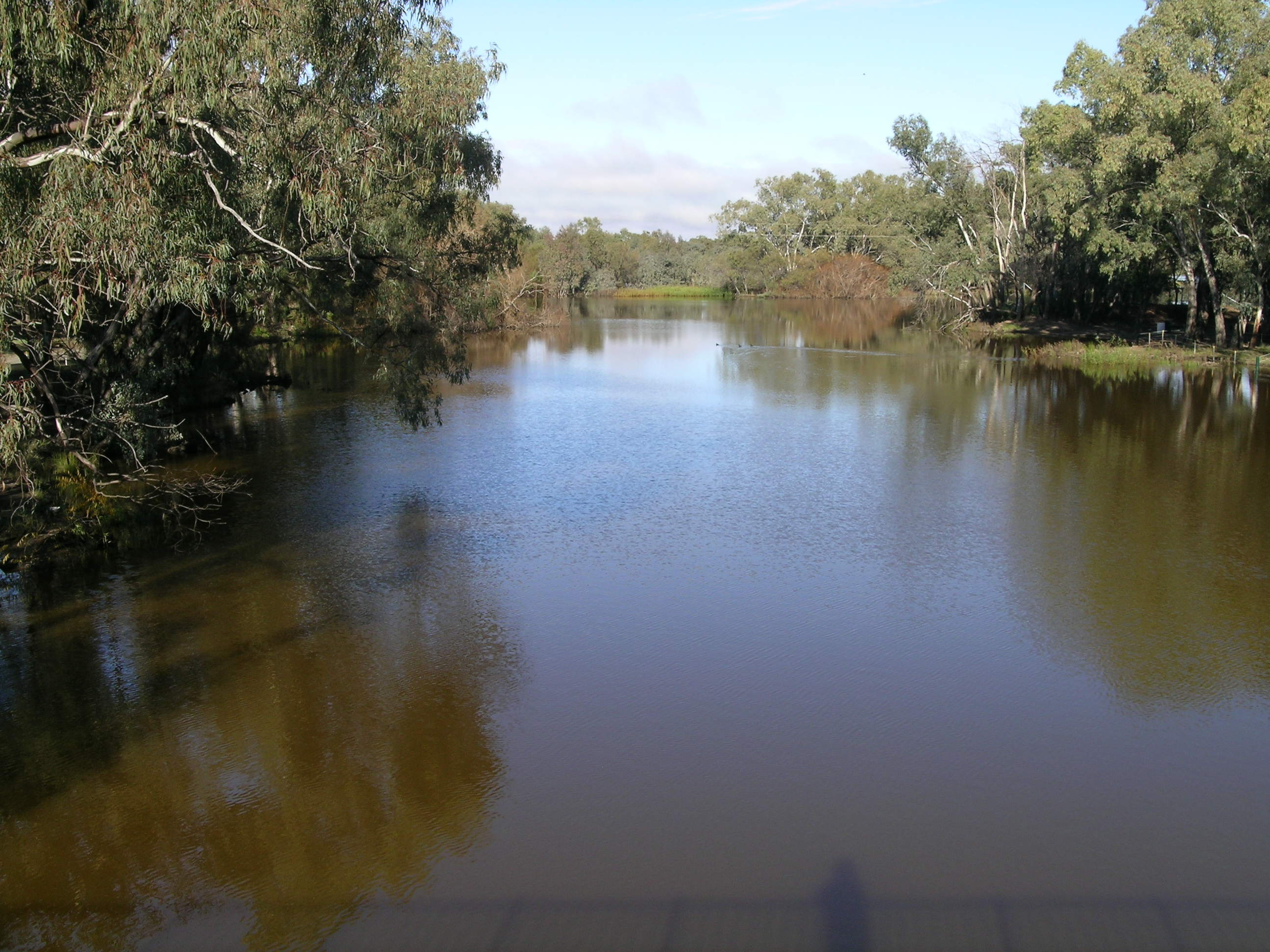
Води Боґану поблизу Нінґана

Боґан — багатоводна річка, яка є частиною водозбору Макквері-Бервон у сточищі Мюррея-Дарлінга, тече в Центральним Заходом й Ораною, що в австралійській провінції Новий Південний Уельс.

## Принагідно
- Мапа річки Боґан